# Тіто Ґоббі
Тіто Ґо́ббі (італ. Tito Gobbi, 24 жовтня 1913, Бассано-дель-Граппа — 5 березня 1984) — італійський співак (баритон) і оперний режисер-постановник.

## Біографія
Здобув юридичну освіту в универсітеті Падуї. Перший публічний виступ на сцені міського театру Ґуббіо в партії Родольфо («Сомнамбула» Белліні) датований 15 травня 1935 року; в трьох постановках 1935 року Ґоббі співав басом, проте вже в 1936-му зупиняється на кар'єрі баритона. З 15 січня 1936 року виступав у третьорядних партіях на сцені міланської Ла Скала.
У 1936 році здобув 1-шу премію на міжнародному конкурсі вокалістів у Відні; у червні того ж року дістав першу партію в римському театрі Адріано — Жоржа Жермона в «Травіаті» Верді. 1937 року виходить перший із двадцяти шести фільмів-опер за участю Гоббі — «Кондотьєри» Джузеппе Бечче, зйомки якого забрали сім місяців.
З 1937 до кінця 1950-х років регулярно співав у римському Teatro dell'Opera, від травня 1938 — перші партії (Марсель в «Богемі», Данкайро в «Кармен»). Не раз виступав у масштабних постановках просто неба в Термах Каракалли, що часто ставилися за режиму Муссоліні. Засвоїв як класичний репертуар італійського бельканто, так і опери сучасних італійських композиторів, Сергія Прокоф'єва і Ваґнера. Уперше виступив у Венеції, Палермо і Берліні 1941 року. 4 квітня 1942 року дебютував у Ла Скала в ролі Белькоре («Любовний напій» Доніцетті).
Після війни, в лютому 1948 року, уперше виступив у Лондоні та Ліверпулі й записав цикл арій у лондонській студії EMI Abbey Road. Того ж року здійснив світове турне в США, ПАР і Швецію. У 1950—1951 роках знову виступав із сольними концертами в Лондоні, а також у Зальцбурґу, Вісбадені, Мюнхені та ін., здійснив піврічне турне Південною Америкою. Із середини 1950-х років Ґоббі проводив майже весь кожен сезон у міжнародних турне, лише зрідка з'являючись на італійській сцені. У цей період найпопулярнішими партіями Ґоббі були Яґо («Отелло») і Скарпіа («Тоска»); за своє життя він, за власним твердженням Ґоббі, виступив у партії Скарпії понад 900 разів (включно з концертними виконаннями й фільмом Франко Дзефіреллі 1964 року).
Наприкінці 1960-х років голос Ґоббі почав втрачати багатство тембру, співак скоротив сольні виступи і взявся за оперну режисуру, працюючи на базі Чикадзької ліричної опери (Lyric Opera of Chicago). Першою постановкою для нього став «Джанні Скіккі» Пуччіні (1970), у якому Ґоббі сам виконував заголовну партію. У постановці Ґоббі чикадзька трупа виконала «Тоску», «Фальстафа», «Бал-маскарад» і класичні опери. Востаннє маестро виконав роль Фальстафа в Амстердамі 1977 року.

## Виноски
1. ↑  Гобби Тито // Большая советская энциклопедия: [в 30 т.] / под ред. А. М. Прохорова — 3-е изд. — Москва: Советская энциклопедия, 1969.
2. ↑  Deutsche Nationalbibliothek Record #124071473 // Gemeinsame Normdatei — 2012—2016.
3. ↑  Find a Grave — 1996.
4. 1 2 3 4  Англ. Френк Гемілтон. Хронологія виступів Тіто Ґоббі [Архівовано 9 березня 2012 у Wayback Machine.]
5. ↑  Англ.: Френк Гемілтон. Репертуар Тіто Гоббі [Архівовано 9 березня 2012 у Wayback Machine.]